# G'iah (cómic)
G'iah es una personaje que aparece en los cómics estadounidenses publicados por Marvel Comics. Creada por el escritor Robbie Thompson y el artista Niko Henrichon, el personaje apareció por primera vez en Meet the Skrulls #1 (marzo de 2019). Inicialmente ella ayudó a los Skrulls a invadir la Tierra antes de cambiar de bando después de presenciar la crueldad que su gente usó para lograr su objetivo.G'iah es una agente enviada a la Tierra con su familia Skrull.
Auden L. Ophuls y Harriet L. Ophuls interpretaron a G'iah cuando era niña en la película del Universo cinematográfico de Marvel Capitana Marvel (2019). Emilia Clarke la interpretó como adulta en la miniserie de Disney+ Secret Invasion (2023).

## Historial de publicaciones
G'iah debutó en Meet the Skrulls #1 (marzo de 2019), creado por Robbie Thompson y Niko Henrichon. Apareció en el one-shot Road to Empyre: The Kree/Skrull War de 2020.

## Biografía ficticia
G'iah es una agente que fue elegida para aparearse con su compañero agente Klrr, ya que provenía del planeta Skrull donde la mayoría de los descendientes se convirtieron en Warskrulls. Los dos eventualmente desarrollaron una relación genuina entre sí.Ambos vivieron en la Tierra y criaron a sus tres hijas juntos, bajo la apariencia de una familia estadounidense normal.
Durante una misión, su hija, Ivy, fue capturada y aparentemente asesinada por el Proyecto Blossom, una organización secreta dedicada a cazar agentes encubiertos de Skrull.Una de las hijas de G'iah, Alkss II, se enfrentó a un agente de Proyecto Blossom que intentó matar a la familia en su casa, pero fue asesinada por Alkss II. G'iah sintió repulsión por lo que se había convertido su familia, mientras Klrr felicitaba a su hija.
Mientras recuperaba un dispositivo que permitía al Proyecto Blossom localizar a los Skrulls, G'iah descubrió que Ivy todavía estaba viva y la encontró dentro de una instalación. Moloth, un agente Skrull, asesinó a Klrr e intentó capturar al resto de la familia haciéndose pasar por Klrr. G'iah lo reconoció y Alkss II finalmente asesinó a Moloth. Después de que el Proyecto Blossom se desmoronara, G'iah y sus tres hijas comenzaron a buscar un lugar seguro.
Más tarde, G'iah reconoció un mensaje del Emperador Dorrek Vell que declaraba que los Kree y los Skrulls se habían unido y estaban a punto de invadir la Tierra.

## Poderes y habilidades
G'iah posee la capacidad de transformarse ella misma físicamente como otros Skrulls.

## En otros medios
- G'iah aparece en medios de acción real ambientados en el Universo cinematográfico de Marvel (UCM). Esta versión es la hija de Talos y Soren.[11]
  - El personaje se presenta cuando era niña en la película Capitana Marvel (2019), interpretada por Auden y Harrie Ophuls.[12]Ella se encuentra entre los refugiados Skrull varados en una estación espacial a quienes Carol Danvers escolta a un lugar seguro.
  - Emilia Clarke interpretó una versión adulta en la serie Secret Invasion (2023).[13][14]Clarke trabajó con Mendelsohn para crear la historia de fondo de G'iah y Talos para "llenar muchos de los vacíos", y Clarke creía que G'iah habría tenido una "educación que fue regimentada con entrenamiento" ya que los Skrulls son una especie en guerra, eso habría llevado a una "feroz necesidad de su propia independencia" al juzgar algunas de las elecciones de Talos.[15]Originalmente ella estaba insatisfecha con Talos y se puso del lado del renegado Skrull Gravik después de que Soren fuera asesinada, pero luego desertaría al lado de Nick Fury después de la muerte de Talos. G'iah luego se empodera ella misma con la Cosecha,[16]una colección de muestras de ADN de los participantes de la Batalla de la Tierra, para luchar contra Gravik donde lució la curación de Extremis, las diferentes fortalezas de Abominación, Capitán América, Capitana Marvel, Cull Obsidian, Drax el Destructor, Hulk, Korg, Thanos y Thor, la intangibilidad e invisibilidad de Ghost, la manipulación de hielo de una Bestia de Hielo de Jotunheim, la manipulación de energía cósmica de la Capitana Marvel y la manipulación del sueño de Mantis. Ella pudo matar a Gravik y luego trabajó con Sonya Falsworth para proteger a los inocentes Skrulls.